# Qoros 7
La Qoros 7 è (codice progettuale C26) un'autovettura di tipo SUV prodotta dalla casa automobilistica cinese Qoros dal 2020.

## Profilo e contesto
La Qoros 7 è stata lanciata nel settembre 2020 come primo modello della Qoros sotto il controllo di Baoneng Investment Group. La vettura rappresenta anche il modello di punta del marchio cinese, in quanto è il modello più grande e costoso.
La 7 è un SUV a cinque porte di dimensioni medio-grandi presentato in anteprima al Salone dell'Auto di Pechino nel novembre 2020. Il design della vettura è caratterizzato da una frontale che eredita il linguaggio stilistico introdotto sulla concept car Qoros Mile II, che era stata presentata durante il Salone dell'Auto di Shanghai nel 2019.
Basata sulla piattaforma allingata della Qoros 5, la 7 è disponibile con due motorizzazioni a benzina turbocompresse: un 1,6 litri erogante 204 cavalli (150 kW) e 280 Nm e un 1,8 litri da 231 cavalli (170 kW) e 300 Nm. L'unica trasmissione offerta  è un cambio automatico a doppia frizione a sette rapporti in bagno d'olio. Il sistema sospensivo della Qoros 7 è costituito da montanti anteriori di tipo MacPherson, mentre al posteriore c'è un sistema indipendente del tipo multilink. Il servosterzo di tipo elettrico è stato sviluppato da Bosch.